# Atentados en Ecuador del 1 de noviembre de 2022
El 1 de noviembre de 2022, fecha conocida como el Noviembre Negro por el numerónimo 1N, tuvo lugar una serie de atentados en Ecuador, en las ciudades de Guayaquil, Durán y Esmeraldas. Los hechos se enmarcaron en la crisis de seguridad interna que vive el país desde 2021. Los ataques incluyeron la detonación de coches bomba y otros artefactos explosivos, así como ataques con armas de fuego dirigidos contra unidades policiales, civiles y panaderías, entre otros objetivos.
El primer atentado se registró a la 01:05 de la madrugada en Esmeraldas, tras un amotinamiento carcelario que concluyó con siete guías penitenciarios tomados como rehenes. En Guayaquil, a las 01:34, se reportó la detonación de un artefacto explosivo en una gasolinera del sector de Pascuales.
El segundo atentado se produjo en Durán a las 02:23, con la detonación de hasta cinco coches bomba frente a panaderías de la ciudad, en aparente protesta contra el gobierno que dirigía el país en ese momento.
Los atentados se perpetraron entre la 01:00 y las 03:30 de la madrugada. Según investigaciones policiales y videos difundidos en redes sociales por miembros de bandas delictivas, el motivo de estos actos terroristas habría sido el traslado de más de 500 personas privadas de libertad (reos) de los pabellones 8 y 9 de la Penitenciaría del Litoral a otras cárceles del país.

## Atentados en la madrugada del 1 de noviembre de 2022
| Registro | Ciudad     | Detalle |
| -------- | ---------- | --- |
| 01:05    | Esmeraldas | Amotinamiento penitenciario que concluyó con 7 guías penitenciarios tomados como rehenes.                        |
| 01:34    | Guayaquil  | Detonación de coche bomba en gasolinera Primax en Pascuales.                                                     |
| 01:35    | Guayaquil  | Ataque armado a dos agentes policiales en el sector de Nueva Prosperina.                                         |
| 01:38    | Guayaquil  | Explosión de coche bomba afuera del UPC (estación de policía) 2 de la Alborada.                                  |
| 01:42    | Esmeraldas | Antisociales encendieron fuego a un vehículo en las calles JR Coronel y Gran Colombia.                           |
| 01:49    | Esmeraldas | Nuevamente antisociales encienden fuego a otro vehículo en las calles JR Coronel y Gran Colombia.                |
| 02:00    | Esmeraldas | Se registraron varias detonaciones de artefactos explosivos en los alrededores del UPC del sector La Guacharaca. |
| 02:05    | Guayaquil  | Explosión de coche bomba en gasolinera Terpel de la avenida Perimetral.                                          |
| 02:10    | Guayaquil  | Ataque armado a dos agentes policiales en las calles Milagro (17) y Cuenca. Los policías fueron asesinados.      |
| 03:05    | Guayaquil  | Explosión de un coche bomba afuera del Terminal Terrestre de Pascuales.                                          |
| 03:24    | Guayaquil  | Antisociales arrojaron un artefacto explosivo al UPC de Pascuales en el sector Guamote.                          |

## Sucesos en la tarde y noche

### Fuerte Enfrentamiento en Duran que Duro 3 horas
Después del ataque que recibió un UPC (Unidad de Policía Comunitaria) en la zona baja de Guayaquil provocó que muchas personas hicieran un escándalo. Llegando a las 13:58 hrs., dos policías fueron asesinados en un sector lejano de Durán en donde un grupo de 20 pandilleros dispararon a ambos policías y se quedaron un rato, hasta que algunos policías en patrullas se acercaron y visualizaron al grupo de hombres armados, estos se subieron rápidamente a una camioneta en grupo y se fueron bastante rápido, ya unos minutos después, cuando ya llegan a la calle transitada y de doble vía de Duran llamada "Nicolás Lapentti" parquean sus coches ahí y el grupo de 20 hombres armados se bajan del vehículo cerca de un mini puente en donde los transeúntes cruzan con facilidad la calle para llegar del otro lado, y cuando ellos se bajan de sus dos vehículos, un grupo de 10 policías aparecen ahí y lo empieza a perseguirlos y disparar con pistolas, el grupo de pandilleros escapan rápidamente y algunos de ellos se quedan para disparar a los policías con sus rifles de asaltos, provocando así un intenso enfrentamiento, pues los dos pandilleros corren a tan solo unos pocos kilómetros alcanzar unos dos locales que en ese momento permanecían cerrados y el que llevaba un rifle de asalto se rinde al ver que un grupo de aproximadamente 7 policías lo disparan con fuerza, lo atrapan y una cámara de seguridad que estaba ahí cerca colgado en el techo de ese local capta ese momento, y luego de unos minutos, más de 10 policías aparecen en la misma calle en donde sucedían lo hechos que era la "Nicolás Lapentti", comienza a disparar y a correr hacia los otros 16 pandilleros que quedaban, algunos quedaron heridos y otros comenzaron a disparar, pues otras patrullas de policías aparecen y se baja un grupo de 8 o 9 policías y se suben en el puente que estaba en la misma calle y los 8 policías se quedan apuntando desde el puente con pistolas, otros disparando y otros agachándose para apuntar, comenta un testigo que andaba por ahí cerca. Luego de tanto alboroto y disparos y enfrentamiento en la calle Nicolás Lapentti de Durán, un camarógrafo del universo aparece cerca de ahí y aprovecha en tomar una foto donde justo estaban reunidos todos esos policías en el puente, y otros estaban estacionados en la calle buscando y disparando a los pandilleros, por el susto que sintió el camarógrafo, pues tomó una vez y se fue rápido, la fotografía fue tomada a las 16:57, y justo ya a las 17:02 se escucha un sonido fuerte que no parecía un disparo, relata el camarógrafo, y luego uno de los policías que estaban ahí les dice "mira explotaron por el municipio de Durán" y él, al escuchar eso, se sorprende y decide ir para allá. Pues horas después, ya en la noche, cuando la calle Nicolás Lapentti quedó algo vacía y con pocos carros transitando por la zona debido al fuerte suceso ocurrido en la tarde en la misma calle. Pues cuando ocurría aquel fuerte enfrentamiento en la misma calle, una cámara de seguridad de las conocidas como "ojos de águila", que estaba en medio de la calle, pues el vídeo no pudo captarlo, pero el audio si pudo captarlo, el audio tiene mala calidad, pero se puede percibir bastante la cantidad de disparos que se escuchaban en ese momento, pues el audio dura casi 9 minutos y logró captar todo eso, en el siguiente día (2 de noviembre) tuvieron que vigilar el puente la policía metropolitana por los sucesos ocurridos en el anterior día.

### Atentado en Municipio de Durán
Ante los atentados en Guayaquil, el alcalde de Durán dispuso que la jornada laboral de los funcionarios del Municipio de esa ciudad finalizara cerca de las 15:00. Sin embargo, alrededor de las 17:00 varios individuos acudieron a los exteriores de la sede del Gobierno Autónomo Descentralizado Municipal de Durán (Municipio de Durán) e hicieron detonar artefactos explosivos cerca del área de recaudación, por la ventanilla de cobros.

### Balacera e intento de saqueo en El Paseo Shopping de Durán
En redes sociales se viralizaron varios vídeos de personas huyendo de una balacera en los exteriores del centro comercial El Paseo Shopping de Durán. En los vídeos se muestran personas corriendo y buscando resguardo ante estruendos de disparos, locales comerciales cerrando ante la posibilidad de saqueos ante la preocupación de que los perpetradores de los disparos ingresen al centro comercial.

### Ataque a centro de salud en Bastión Popular
Se registró un ataque al Centro de Salud Tipo C de Bastión Popular, en el noroeste de Guayaquil. Varios individuos abrieron fuego contra el frente del centro de salud. Entre los daños materiales se contabilizan una puerta de vidrio del acceso principal que resultó totalmente destruida y en varios ventanales. Se registraron rastros de proyectiles en pilares de la edificación. Según informe de las autoridades, una persona resultó herida producto de un disparo.

### Disparos en la Penitenciaría del Litoral
El Servicio Nacional de Atención Integral a Personas Adultas Privadas de la Libertad y Adolescentes Infractores (SNAI) informó que en la noche se habían reportado varios disparos desde el interior de la Penitenciaría del Litoral. Los disparos -según informes preliminares- procedían desde el interior de pabellón 1, por lo que el SNAI procedió a activar el protocolo de seguridad para estos casos.
Pasando a las 19:00, el Presidente del Ecuador Guillermo Lasso se reúne con los comandos policiales para tratar de calmar la situación.

### Reunión de Lasso con Fausto salinas en el 4 de noviembre.

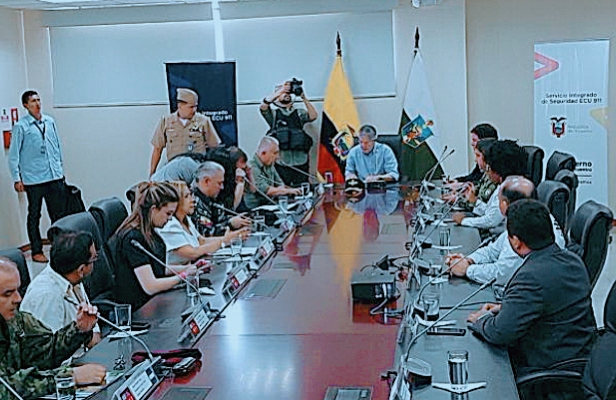
Guillermo Lasso hablando con los asistentes de la sede policial de Esmeraldas el 3 de noviembre para calmar la situacion de violencia ocurrida en el 1 de noviembre

Tres días después de los hechos, el presidente Lasso se reunió con el comandante y el jefe de la Policía Nacional en la ciudad de Esmeraldas. Aunque no se conoce la hora exacta del encuentro, la reunión tuvo lugar en la sala de conferencias de las oficinas principales del ECU 911, donde Lasso se dirigió a los asistentes para tratar la situación y debatir sobre los acontecimientos del 1 de noviembre.